# Esilio (astrologia)

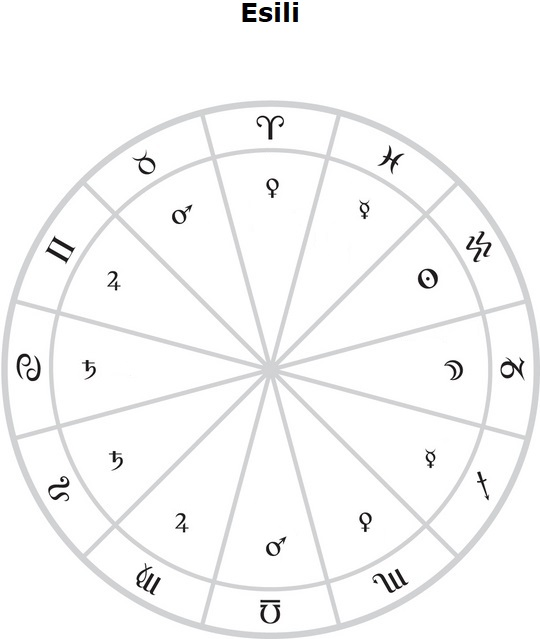
I diversi pianeti collocati rispettivamente nei segni in cui sono in esilio

L'esilio in astrologia è una condizione di afflizione di un pianeta o luminare quando questo è posto nel segno zodiacale o nei due segni opposti ai propri domicili astrologici. L'esilio è una delle debilità astrologiche che legano ogni pianeta e luminare ai diversi segni zodiacali.
Secondo la teoria astrologica, le caratteristiche di pianeti e luminari si manifestano comunque, ma con più difficoltà quando essi si trovano nel loro esilio. Gli esilii dei pianeti sono i segni zodiacali esattamente in opposizione ai loro domicili, ovvero a 180° di distanza rispetto a questi ultimi.
- Sole - Esilio Diurno: Acquario
- Luna - Esilio Notturno: Capricorno
- Mercurio - Esilio Diurno: Sagittario - Esilio Notturno: Pesci
- Venere - Esilio Notturno: Scorpione - Esilio Diurno: Ariete
- Marte - Esilio Diurno: Bilancia - Esilio Notturno: Toro
- Giove - Esilio Notturno: Vergine - Esilio Diurno: Gemelli
- Saturno - Esilio Diurno: Leone - Esilio Notturno: Cancro
- Urano - Esilio Diurno: Leone
- Nettuno - Esilio Notturno: Vergine
- Plutone  - Esilio Notturno: Toro

Opposto all'esilio vi è il domicilio.